# 石井智也 (アナウンサー)
石井 智也（いしい ともや、1993年3月16日 - ）は、NHKのアナウンサー。

## 人物
千葉県柏市出身。明治大学政治経済学部を卒業後、2015年に入局。初任地は新潟放送局。
2018年8月に富山放送局へ異動。
2022年8月に名古屋放送局へ異動。

## 嗜好・挿話
- 好きな食べ物は甘いもの、果物[3]。
- 趣味はサウナ、温泉[3]。

## 現在の担当番組
- NHKニュースおはよう日本 （リポーター：2025年4月 - ）
- ニュース・気象情報
- Nらじ（R1、2025年3月31日 - ）- 月曜・火曜キャスター

## 過去の担当番組
新潟放送局時代
- NHKとっておきサンデー（2015年6月7日） - 新人お披露目
- 新潟ニュース610（リポーター）
- 新潟ニュース845 （不定期）
- 新潟県のニュース・中継・リポート

富山放送局時代
- ニュース富山人（キャスター：2020年4月 - 2022年4月1日）
- ラジオ富山人（不定期）
- UPっぷ富山 きとラボ（2022年4月 - 2022年7月）[4]
- 富山県のニュース・中継・リポート

名古屋放送局時代
- おはよう東海（キャスター：2022年8月8日 - 2023年7月）
- ウイークエンド中部（キャスター：2023年7月29日 - 2025年3月22日）
- まるっと!（2025年2月末に豊原謙二郎降板したことによる臨時キャスター:2025年3月10日-14日）
- 令和6年能登半島地震の緊急報道対応による金沢放送局への応援派遣で、全国ニュースへの入中と石川県のニュースを担当（2024年1月7日 - 9日）。
- 東海3県・東海北陸のニュース・中継・リポート

東京アナウンス室時代